# Niaccabana
Niaccabana là một chi bướm đêm thuộc họ Erebidae.